# Dendronephthya grandiflora
Dendronephthya grandiflora is een zachte koraalsoort uit de familie Nephtheidae. De koraalsoort komt uit het geslacht Dendronephthya. Dendronephthya grandiflora werd in 1909 voor het eerst wetenschappelijk beschreven door Henderson. 